# Energy Information Administration
La Administración de Información Energética de Estados Unidos (EIA) es el organismo de estadística y de análisis en el Departamento de Energía de los Estados Unidos. La EIA recoge, analiza y difunde información independiente e imparcial de energía para promover la formulación de políticas racionales, mercados eficientes, y la comprensión pública de la energía y su interacción con la economía y el medio ambiente.
La EIA es la fuente principal de información sobre la energía de Estados Unidos y, por ley, sus datos, análisis y previsiones son independientes de la aprobación de cualquier otro funcionario o empleado del Gobierno de los Estados Unidos.
La Ley orgánica del Departamento de Energía de 1977 estableció la EIA como principal autoridad del gobierno federal sobre estadísticas de energía y análisis, basándose en los sistemas y organizaciones. Se estableció por primera vez en 1974 derivado de la crisis del petróleo de 1973.
EIA lleva a cabo un programa de recopilación de datos completo que cubre todo el espectro de fuentes de energía, usos finales y flujos de energía; genera a corto y largo plazo las previsiones energéticas nacionales e internacionales, y realiza análisis informativo sobre la energía.
EIA difunde sus datos, análisis, informes y servicios a clientes e interesados principalmente a través de su página web y el centro de atención al cliente. Los programas de evaluación de impacto ambiental cubren los datos sobre carbón, petróleo, gas natural, energía eléctrica, energía renovable y energía nuclear.

## Presupuesto
Localizada en Washington D. C., es una organización de alrededor de 380 empleados federales, con un presupuesto anual en el año fiscal 2010 de US$111 000 000 (equivalente a $155 091 714 en 2023). Hasta marzo de 2010, su presupuesto federal para el año fiscal 2011 incluía 18 millones de dólares adicionales, solicitados por la Secretaria de Energía Steven Chu. El senador Jeff Bingaman (D., N.M.), director del Comité de Energía del Senado, que administra la utilización del presupuesto, dijo en febrero de 2010 que habían solicitado esa partida adicional de dinero "hace mucho tiempo."

## Independencia
Por ley, los productos de EIA se preparan independientemente de las consideraciones políticas. EIA no formula ni sostiene ninguna conclusión política. La Ley Orgánica del Departamento de Energía permite que los procesos de EIA y de los productos sean independientes de revisiones por los funcionarios del Poder Ejecutivo, específicamente, la Sección 205 (d), dice:

"El Administrador no estará obligado a obtener la aprobación de ningún funcionario o empleado del Departamento en relación con la recopilación o análisis de cualquier información, ni el Administrador requiere, antes de su publicación, obtener la aprobación de cualquier otro funcionario o empleado de los Estados Unidos con respecto a la sustancia de los informes técnicos estadísticos o de previsión que se ha preparado de conformidad con la ley..."